# Round Grove Township (Illinois)
Pour les articles homonymes, voir Round Grove Township.
Round Grove Township est un township du comté de Livingston dans l'Illinois, aux États-Unis,.

## Source de la traduction
- (en) Cet article est partiellement ou en totalité issu de l’article de Wikipédia en anglais intitulé « Round Grove Township, Livingston County, Illinois » (voir la liste des auteurs).